# Unirea Slobozia
	Asociația Fotbal Club Unirea 04 Slobozia is een Roemeense voetbalclub uit Slobozia (Ialomița).
De club werd in 2004 opgericht als opvolger van een gelijknamige club die in 2001 failliet ging. Deze club werd in 1955 opgericht als Combil Slobozia, een bedrijfsclub van een vleesverwerker, en speelde later als Azotul Slobozia, naar een mestverwerker. In 1982 werd de naam CSM Unirea Slobozia en de club speelde in de jaren 1990 enkele seizoenen op het tweede niveau.
AFC Unirea 04 Slobozia speelde vanaf 2005 op het derde niveau en bereikte in 2012 als kampioen het tweede niveau. Na een degradatie in 2015 keerde de club in 2020 als kampioen terug op het tweede niveau. In 2024 promoveerde Unirea Slobozia als kampioen van de Liga 2 voor het eerst naar het hoogste niveau. In het seizoen 2024/25 eindigde Unirea Slobozia als veertiende in de Liga 1 en wist zich via promotie-degradatiewedstrijden te handhaven. 
UT Arad ·
Dinamo Boekarest · 
Rapid Boekarest ·
FCSB · 
Botoșani · 
Gloria Buzău ·
CFR Cluj · 
U Cluj ·
Farul Constanța · 
CS Universitatea Craiova · 
Oțelul Galați ·
FC Hermannstadt · 
Politehnica Iași · 
Petrolul Ploiești ·
Sepsi Sfântu Gheorghe · 
Unirea Slobozia